# Tillandsia 'Humbug'
Tillandsia 'Humbug' es un  cultivar híbrido del género Tillandsia perteneciente a la familia  Bromeliaceae.
Es un híbrido creado  con las especies Tillandsia paucifolia × Tillandsia ionantha.